# Heineken Cup 1998-1999
Heineken Cup 1998-99 (in inglese 1998-99 Heineken Cup; in francese H Cup 1998-99) fu la 4ª edizione della massima competizione europea per club di rugby a 15.
Si tenne dal 18 settembre 1998 al 30 gennaio 1999 tra 16 squadre provenienti da Francia, Galles, Irlanda, Italia e Scozia.
Per la seconda volta in quattro edizioni, le squadre provenienti dalla Premiership inglese non parteciparono al torneo per via di contenziosi economici, in quanto rivendicavano una più equa ripartizione delle risorse per garantire la loro presenza; in ragione di ciò la squadra campione uscente del Bath non poté difendere il titolo vinto nell'edizione precedente.
La finale, disputata al Lansdowne Road di Dublino il 30 gennaio 1999, vide prevalere gli irlandesi dell'Ulster sui francesi del Colomiers; fu la prima vittoria di una squadra della federazione irlandese nella massima competizione rugbistica europea per club.
Il valore delle marcature, come stabilito dall’IRFB nel 1992, era: 5 punti per ciascuna meta (7 se trasformata), 3 punti per la realizzazione di ciascun calcio piazzato, idem per il drop.

## Formula
Le squadre furono ripartite in quattro gironi da quattro squadre ciascuno.
Ai quarti di finale accedettero le prime due classificate di ciascun girone.
Le squadre prime classificate, in ordine decrescente di punteggio in classifica e, a parità di esso, di differenza punti marcati/subiti, occuparono i posti del seeding da 1 a 4; le seconde classificate, ordinate secondo lo stesso criterio, quelli da 5 a 8.
I quarti di finale videro le squadre con il ranking da 1 a 4 affrontare in gara unica sul proprio campo quelle con seeding rispettivamente da 8 a 5 secondo il seguente ordine:
1. seeding 1 – seeding 8
2. seeding 4 – seeding 5
3. seeding 3 – seeding 6
4. seeding 2 – seeding 7

Le due semifinali, fatto salvo il diritto di campo interno per la squadra con il seeding migliore, furono:
1. vincitore QF1 – Vincitore QF2
2. vincitore QF3 – Vincitore QF4

La finale si tenne in gara unica al Lansdowne Road di Dublino.

## Squadre partecipanti
| Girone A                          | Girone B             | Girone C           | Girone D            |
| --------------------------------- | -------------------- | ------------------ | ------------------- |
| Bordeaux-Bègles-Gironde (Francia) | Munster (Irlanda)    | Ebbw Vale (Galles) | Benetton (Italia)   |
| Leinster (Irlanda)                | Neath (Galles)       | Edimburgo (Scozia) | Colomiers (Francia) |
| Llanelli (Galles)                 | Perpignano (Francia) | Tolosa (Francia)   | Glasgow (Scozia)    |
| Stade français (Francia)          | Petrarca (Italia)    | Ulster (Irlanda)   | Pontypridd (Galles) |

## Fase a gironi

### Girone A
|            | Incontri                         |       |
| ---------- | -------------------------------- | ----- |
| 19-9-1998  | Bordeaux-Bègles – Stade français | 28-39 |
| 19-9-1998  | Llanelli – Leinster              | 27-33 |
| 25-9-1998  | Leinster – Stade français        | 17-28 |
| 26-9-1998  | Llanelli – Bordeaux-Bègles       | 22-10 |
| 9-10-1998  | Stade français – Llanelli        | 49-3  |
| 9-10-1998  | Leinster – Bordeaux-Bègles       | 9-3   |
| 17-10-1998 | Stade français – Leinster        | 56-31 |
| 18-10-1998 | Bordeaux-Bègles – Llanelli       | 48-10 |
| 31-10-1998 | Llanelli – Stade français        | 17-13 |
| 31-10-1998 | Bordeaux-Bègles – Leinster       | 31-10 |
| 6-11-1998  | Leinster – Llanelli              | 27-34 |
| 7-11-1998  | Stade français – Bordeaux-Bègles | 34-21 |

#### Classifica
| Pos | Squadra                 | G | V | N | P | PF  | PS  | P±  | PT |
| --- | ----------------------- | - | - | - | - | --- | --- | --- | -- |
| A1  | Stade français          | 6 | 5 | 0 | 1 | 219 | 117 | 102 | 10 |
| A2  | Llanelli                | 6 | 3 | 0 | 3 | 113 | 180 | −67 | 6  |
| A3  | Leinster                | 6 | 2 | 0 | 4 | 141 | 124 | 17  | 4  |
| A4  | Bordeaux-Bègles-Gironde | 6 | 2 | 0 | 4 | 127 | 179 | −52 | 4  |

### Girone B
|            | Incontri              |       |
| ---------- | --------------------- | ----- |
| 19-9-1998  | Munster – Petrarca    | 20-13 |
| 19-9-1998  | Neath – Perpignano    | 33-51 |
| 26-9-1998  | Munster – Neath       | 34-10 |
| 27-9-1998  | Perpignano – Neath    | 67-8  |
| 10-10-1998 | Perpignano – Munster  | 41-24 |
| 10-10-1998 | Petrarca – Neath      | 28-17 |
| 17-10-1998 | Neath – Munster       | 18-18 |
| 17-10-1998 | Petrarca – Perpignano | 6-14  |
| 31-10-1998 | Munster – Perpignano  | 13-5  |
| 31-10-1998 | Neath – Petrarca      | 16-3  |
| 8-11-1998  | Perpignano – Neath    | 60-24 |
| 8-11-1998  | Petrarca – Neath      | 21-35 |

#### Classifica
| Pos | Squadra    | G | V | N | P | PF  | PS  | P±  | PT |
| --- | ---------- | - | - | - | - | --- | --- | --- | -- |
| B1  | Perpignano | 6 | 5 | 0 | 1 | 238 | 108 | 130 | 10 |
| B2  | Munster    | 6 | 4 | 1 | 1 | 144 | 108 | 36  | 9  |
| B3  | Neath      | 6 | 1 | 1 | 4 | 118 | 194 | −76 | 3  |
| B4  | Petrarca   | 6 | 1 | 0 | 5 | 79  | 169 | −90 | 2  |

### Girone C
|            | Incontri              |        |
| ---------- | --------------------- | ------ |
| 18-9-1998  | Ulster – Edimburgo    | 38-38  |
| 19-9-1998  | Tolosa – Ebbw Vale    | 108-16 |
| 26-9-1998  | Edimburgo – Ebbw Vale | 41-17  |
| 26-9-1998  | Tolosa – Ulster       | 39-3   |
| 10-10-1998 | Ebbw Vale – Ulster    | 28-61  |
| 11-10-1998 | Edimburgo – Tolosa    | 25-29  |
| 16-10-1998 | Ulster – Tolosa       | 29-24  |
| 17-10-1998 | Ebbw Vale – Edimburgo | 16-43  |
| 30-10-1998 | Ulster – Ebbw Vale    | 43-18  |
| 31-10-1998 | Tolosa – Edimburgo    | 23-11  |
| 7-11-1998  | Ebbw Vale – Tolosa    | 19-11  |
| 8-11-1998  | Ebbw Vale – Ulster    | 21-23  |

#### Classifica
| Pos | Squadra   | G | V | N | P | PF  | PS  | P±   | PT |
| --- | --------- | - | - | - | - | --- | --- | ---- | -- |
| C1  | Ulster    | 6 | 4 | 1 | 1 | 197 | 168 | 29   | 9  |
| C2  | Tolosa    | 6 | 4 | 0 | 2 | 234 | 103 | 131  | 8  |
| C3  | Edimburgo | 6 | 2 | 1 | 3 | 179 | 146 | 33   | 5  |
| C4  | Ebbw Vale | 6 | 1 | 0 | 5 | 114 | 307 | −193 | 2  |

### Girone D
|            | Incontri               |       |
| ---------- | ---------------------- | ----- |
| 19-9-1998  | Benetton – Colomiers   | 19-22 |
| 20-9-1998  | Glasgow – Pontypridd   | 21-43 |
| 26-9-1998  | Pontypridd – Colomiers | 32-27 |
| 26-9-1998  | Benetton – Glasgow     | 34-15 |
| 9-10-1998  | Pontypridd – Benetton  | 13-22 |
| 10-10-1998 | Colomiers – Glasgow    | 34-16 |
| 17-10-1998 | Colomiers – Pontypridd | 35-21 |
| 18-10-1998 | Glasgow – Benetton     | 40-27 |
| 25-10-1998 | Colomiers – Benetton   | 41-7  |
| 31-10-1998 | Benetton – Pontypridd  | 33-19 |
| 1-11-1998  | Glasgow – Colomiers    | 26-17 |
| 7-11-1998  | Pontypridd – Glasgow   | 32-3  |

#### Classifica
| Pos | Squadra    | G | V | N | P | PF  | PS  | P±  | PT |
| --- | ---------- | - | - | - | - | --- | --- | --- | -- |
| D1  | Colomiers  | 6 | 4 | 0 | 2 | 176 | 121 | 55  | 8  |
| D2  | Pontypridd | 6 | 3 | 0 | 3 | 160 | 141 | 19  | 6  |
| D3  | Benetton   | 6 | 3 | 0 | 3 | 142 | 150 | −8  | 6  |
| D4  | Glasgow    | 6 | 2 | 0 | 4 | 121 | 187 | −66 | 4  |

## Seedingdopo la fase a gironi
| Pos | Squadra        | G | V | N | P | PF  | PS  | DP   | Pt |
| --- | -------------- | - | - | - | - | --- | --- | ---- | -- |
| 1   | Perpignano     | 6 | 5 | 0 | 1 | 238 | 108 | +130 | 10 |
| 2   | Stade français | 6 | 5 | 0 | 1 | 219 | 117 | +102 | 10 |
| 3   | Ulster         | 6 | 4 | 1 | 1 | 197 | 168 | +29  | 9  |
| 4   | Colomiers      | 6 | 4 | 0 | 2 | 176 | 121 | +55  | 8  |
| 5   | Munster        | 6 | 4 | 1 | 1 | 144 | 108 | +36  | 9  |
| 6   | Tolosa         | 6 | 4 | 0 | 2 | 234 | 103 | +131 | 8  |
| 7   | Pontypridd     | 6 | 3 | 0 | 3 | 160 | 141 | +19  | 6  |
| 8   | Llanelli       | 6 | 3 | 0 | 3 | 113 | 180 | −67  | 6  |

## Play-off
|  | Quarti di finale | Quarti di finale | Quarti di finale |                |            | Semifinali | Semifinali | Semifinali |  |  | Finale | Finale | Finale |  |
|  |                  |                  |                  |                |            |            |            |            |  |  |        |        |        |  |
|  | 1                | Perpignano       | 34               |                |            |            |            |            |  |  |        |        |        |  |
|  | 1                | Perpignano       | 34               |                |            |            |            |            |  |  |        |        |        |  |
|  | 8                | Llanelli         | 17               |                |            |            |            |            |  |  |        |        |        |  |
|  | 8                | Llanelli         | 17               |                | Perpignano | Perpignano | 6          |            |  |  |        |        |        |  |
|  |                  |                  |                  |                | Perpignano | Perpignano | 6          |            |  |  |        |        |        |  |
|  |                  |                  | Colomiers        | Colomiers      | 10         |            |            |            |  |  |        |        |        |  |
|  | 4                | Colomiers        | Colomiers        | Colomiers      | 10         | 23         |            |            |  |  |        |        |        |  |
|  | 4                | Colomiers        |                  |                |            |            |            |            |  |  |        |        |        |  |
|  | 5                | Munster          | 5                |                |            |            |            |            |  |  |        |        |        |  |
|  | 5                | Munster          | 5                |                | Colomiers  | Colomiers  | 6          |            |  |  |        |        |        |  |
|  |                  |                  |                  |                |            |            |            |            |  |  |        |        |        |  |
|  |                  |                  | Ulster           | Ulster         | 21         |            |            |            |  |  |        |        |        |  |
|  | 3                | Ulster           | Ulster           | Ulster         | 21         | 15         |            |            |  |  |        |        |        |  |
|  | 3                | Ulster           |                  |                |            |            |            |            |  |  |        |        |        |  |
|  | 6                | Tolosa           | 13               |                |            |            |            |            |  |  |        |        |        |  |
|  | 6                | Tolosa           | 13               |                | Ulster     | Ulster     | 33         |            |  |  |        |        |        |  |
|  |                  |                  |                  |                | Ulster     | Ulster     | 33         |            |  |  |        |        |        |  |
|  |                  |                  | Stade français   | Stade français | 27         |            |            |            |  |  |        |        |        |  |
|  | 2                | Stade français   | Stade français   | Stade français | 27         | 71         |            |            |  |  |        |        |        |  |
|  | 2                | Stade français   |                  |                |            |            |            |            |  |  |        |        |        |  |
|  | 7                | Pontypridd       | 14               |                |            |            |            |            |  |  |        |        |        |  |

### Quarti di finale
| Arbitro: | Brian Campsall |

|                            |      |              |
|                            | mt   | Bélot        |
|                            | tr   | Ougier       |
| Mason (3) D. Humphreys (2) | c.p. | Delaigue (2) |

| Arbitro: | Alan Lewis |

|                               |      |              |
| H. Laporte Joubert Bellot     | mt   | D. Williams  |
| D. Camberabero Arandiga       | tr   |              |
| D. Camberabero (2) Bellot (3) | c.p. | S. Jones (4) |

| Arbitro: | Chuck Muir |

|                                                                                         |      |                     |
| Domínguez (2) Laussucq Mytton Pool-Jones D. George A. Gomes de Villiers Loustau Moscato | mt   | G. Wyatt G.P. Lewis |
| Domínguez (9)                                                                           | tr   | N. Jenkins G. Wyatt |
| Domínguez                                                                               | c.p. |                     |

| Arbitro: | Nigel Whitehouse |

|                   |      |           |
| Peysson De Giusti | mt   |           |
| L. Labit (2)      | tr   |           |
| L. Labit (3)      | c.p. | Keane (3) |

### Semifinali
| Arbitro: | Jim Fleming |

|                      |      |                           |
| McKinty D. Humphreys | mt   | Juillet (2) M. Lièvremont |
| Mason                | tr   | Domínguez (3)             |
| Mason (5)            | c.p. | Domínguez (2)             |
| Mason D. Humphreys   | drop |                           |

| Arbitro: | Joël Dumé |

|           |      |            |
| D. Skrela | mt   |            |
| D. Skrela | tr   |            |
| L. Labit  | c.p. | Bellot (2) |

### Finale
| Arbitro: | Clayton Thomas |

|                                    |      |                       |
| Mason 10’, 15’, 36’, 40’, 51’, 68’ | c.p. | 5’ L. Labit 59’ Carré |
| D. Humpreys 42’                    | drop |                       |